# Konjok-Gorbunok
Die sowjetische Konjok-Gorbunok (russisch Конёк-Горбунок, „Buckliges Pferdchen“, auch: Chioni Nr. 5, Хиони No. 5) entstand 1923 und war das erste Agrarflugzeug der Sowjetunion. Es erhielt seine Bezeichnung nach dem gleichnamigen Märchen des russischen Dichters Pjotr Jerschow.

## Entwicklung
Der in der Odessaer Flugzeugreparaturwerkstatt Nr. 7 angestellte Pilot Wassili Chioni machte den Vorschlag, aus dort übriggebliebenen Teilen der Anatra-D-Produktion ein Flugzeug zur Pilotenschulung zu bauen. Als Antrieb sollten ebenfalls dort lagernde Fiat-Triebwerke Verwendung finden.
Das erste Exemplar wurde von Chioni als U-8 (u für utschebny, Schulung) im Frühjahr 1923 fertiggestellt. Der zweisitzige Typ entstand in Holzbauweise mit rechteckigem Rumpfquerschnitt und Sperrholzbeplankung. Das Doppeldecker-Tragwerk sowie das abgestrebte Leitwerk bestanden ebenfalls aus Holz und hatten eine Stoffbespannung. Nur der Oberflügel verfügte über Querruder. Das Fahrwerk war starr und besaß am Heck einen Schleifsporn.
Chioni führte die Flugerprobung persönlich in Odessa sowie Moskau durch. Sie verlief erfolgreich, jedoch war der Bedarf an Schulflugzeugen gedeckt. So wurde beschlossen, in der vorderen Kabine einen  Sprühbehälter für Insektizide unterzubringen. In dieser Ausführung wurde die Chioni Nr. 5 in 30 Exemplaren gebaut und hauptsächlich zur Bekämpfung von Wanderheuschrecken eingesetzt. Sie stand bis 1928 im Dienst der Agrarfliegerei. Auf der ILA 1928 in Berlin wurde sie der internationalen Öffentlichkeit präsentiert.

## Technische Daten
| Kenngröße             | Daten                                                                                        |
| --------------------- | -------------------------------------------------------------------------------------------- |
| Besatzung             | 1–2                                                                                          |
| Länge                 | 7,80 m                                                                                       |
| Flügelspannweite      | oben 11,47 m unten 10,00 m                                                                   |
| Höhe                  | 3,00 m                                                                                       |
| Flügelfläche          | 37,00 m²                                                                                     |
| Rüstmasse             | 700 kg                                                                                       |
| Zuladung              | 275 kg                                                                                       |
| Startmasse            | 975 kg                                                                                       |
| Flächenbelastung      | 26,3 kg/m²                                                                                   |
| Leistungsbelastung    | 9,75 kg/PS                                                                                   |
| Triebwerk             | ein flüssigkeitsgekühlter Reihenmotor Fiat mit starrer Zweiblatt-Holzluftschraube (ø 2,70 m) |
| Leistung              | 74 kW (ca. 100 PS)                                                                           |
| Höchstgeschwindigkeit | 122 km/h                                                                                     |
| Steigleistung         | 1,7 m/s                                                                                      |
| Dienstgipfelhöhe      | 3500 m                                                                                       |
| Reichweite            | 320 km                                                                                       |